# Пилки, Дейв
Дэвид «Дейв» Пилки (англ. David "Dav" Pilkey; род. 4 марта 1966, Кливленд, Огайо) — американский детский писатель и иллюстратор книг.
Необычное написание его имени Dav возникло во время его работы в сети Pizza Hut, когда на его именной табличке по ошибке забыли написать последнюю букву «e»; даже несмотря на такое написание, имя всё равно произносится Дейв, а не Дев.
Наибольшую известность Дейв Пилки получил как автор и иллюстратор серии книг под названием «Капитан Подштанник» (Capitain Underpants), и серии комиксов «Дог Мен» (DogMan). Он также писал под псевдонимами Джордж Бирд (George Beard) и Гарольд Хатчинс (Harold Hutchins), а также под женским псевдонимом Сью Деним (Sue Denim). В настоящее время живёт близ Сиэтла вместе с женой Саюри.

## Биография
Родился в г. Кливленд (Огайо) 4 марта 1966 г. в семье Барбары и Дэвида Пилки-старшего. У него была старшая сестра Синди. В младшей школе в г. Элирия (Огайо) у него выявили СДВГ и дислексию. Пилки часто делали выговоры за поведение в классе, в связи с чем обычно сажали за стол, стоявший вне класса в коридоре. Сидя за этим столом, он и придумал приключения «Капитана Трусы».
Свою первую книгу, «Выигранная мировая война» (World War Won), Пилки представил на национальный конкурс студенческих произведений и выиграл в категории своего возраста. Премия включала, помимо прочего, публикацию его книги в 1987 г.
После переезда в штат Вашингтон он познакомился с Саюри, профессиональным музыкантом, которая владела рестораном суши. В 2005 г. они поженились.
Пилки на несколько лет сделал перерыв в писательской карьере, чтобы ухаживать за больным отцом. В 2010 году возобновил писательскую деятельность, подписав контракт с издательством Scholastic на выпуск 4 новых графических романов. Первый из них, «Приключения Ука и Глюка, пещерных людей-кунгфуистов из будущего» (The Adventures of Ook and Gluk, Kung-Fu Cavemen From the Future), был выпущен 10 августа 2010 года.

### Обзоры
- Book Review of Dog Breath Архивная копия от 24 сентября 2011 на Wayback Machine (book review on www.launchpadmag.com)